# أندري كراماريتش
أندري كراماريتش (كرواتية: Andrej Kramarić؛ مواليد 19 يونيو 1991) هو لاعب كرة قدم كرواتي محترف يجيد اللعب كمهاجم مع نادي 1899 هوفنهايم الألماني ومنتخب كرواتيا.

## مسيرته الكروية
لعب أندري كراماريتش خلال مسيرته الاحترافية مع 5 أندية في ستة عشر موسمًا وسجل خلالها 131 هدف ضمن 276 مباراة. حيث فاز في أربعة مواسم بالكأس وفي ستة مواسم بالدوري.
خاض أندري كراماريتش مسيرته مع نادي دينامو زغرب في موسم 2008–09 ليلعب معه خمسة مواسم، مشاركًا في 42 مباراة سجل خلالها 10 أهداف. ثم انتقل إلى نادي لوكوموتيفا في موسم 2011–12 ولمدة موسمين، حيث شارك في 45 مباراة سجل خلالها 20 هدف. لينتقل بعدها إلى نادي رييكا في موسم 2013–14 ولمدة موسمين، مشاركًا في 42 مباراة سجل خلالها 37 هدفًا. ثم انتقل إلى نادي ليستر سيتي في موسم 2014–15 ولمدة موسمين، مشاركًا في 15 مباراة سجل خلالها هدفين. هذا وانتقل لاحقًا إلى نادي هوفنهايم في موسم 2015–16 ليلعب معه خمسة مواسم، مشاركًا في 132 مباراة سجل خلالها 62 هدفًا.

## روابط خارجية
- أندري كراماريتش على موقع الاتحاد الدولي (مؤرشف)  (الإنجليزية)
- أندري كراماريتش على موقع الاتحاد الأوربي (الإنجليزية)
- أندري كراماريتش على موقع اتحاد كرواتيا (الكرواتية)
- أندري كراماريتش على موقع قاعدة بيانات كرة القدم.إي يو (الإنجليزية)
- أندري كراماريتش على موقع ليكيب (الفرنسية)
- أندري كراماريتش على موقع ناشيونال فوتبول تيمز (الإنجليزية)
- أندري كراماريتش على موقع Soccerbase.com (لاعب) (الإنجليزية)
- أندري كراماريتش على موقع Soccerway.com (الإنجليزية)
- أندري كراماريتش على موقع عالم كرة القدم.نت (الإنجليزية)
- أندري كراماريتش على موقع AS.com (الإسبانية)